# جاك آفيكسو
جاك ايفيكسو (بالإنجليزية: Jaak Aaviksoo)‏ (و. 1954 – م) هو فيزيائي، وسياسي، وأستاذ جامعي من إستونيا . ولد في تارتو . وهو عضواً في حزب الإصلاح الإستوني .

## التعليم
تعلم في جامعة تارتو، وMiina Härma Gymnasium ‏

## مناصب وهيئات
أدار جامعة تارتو.

## جوائز
حصل على جوائز منها:
- نيشان النجوم الثلاثة من الرتبة الثانية (2009)
- Order of the National Coat of Arms, 4th Class ‏ (2000).